# Johann Jakob Froberger
Johann Jakob Froberger (Stuttgart, 18 mai 1616 – Héricourt, 7 mai 1667) est un musicien, compositeur, organiste et claveciniste, allemand.
Il occupe une place particulière dans la musique européenne de son temps, ayant été plus qu’aucun autre en contact direct avec les plus importantes traditions nationales du clavier et du luth en Italie, en France, aux Pays-Bas, en Angleterre et bien sûr en Allemagne. Véritable organisateur de la suite de danses, il est compté au nombre des plus importants compositeurs allemands du XVIIe siècle, en ce qui concerne les instruments à clavier.

## Biographie
Fils d'un maître de chapelle à la cour du Wurtemberg, Johann Jakob Froberger fait ses études dans sa ville natale, puis il se rend à Vienne vers 1634 pour entrer à l'institut des Singer oder canthoreyknaben. Introduit par l'ambassadeur de Suède, il parvient à entrer comme troisième organiste au service de l'empereur d'Autriche Ferdinand III, monarque passionné d'art et de musique, tenant sa charge du 1er janvier au 30 octobre 1637. Le souverain lui accorde un congé pour se rendre en Italie et y parfaire ses connaissances auprès du fameux organiste de la basilique Saint-Pierre de Rome, Girolamo Frescobaldi, dont la renommée est très grande dans toute l'Europe. Froberger, qui est luthérien d'origine, se convertit au catholicisme, condition sine qua non pour pouvoir se rendre dans la capitale de la papauté.[réf. nécessaire] Cette possibilité doit être considérée comme une faveur insigne au moment où le Saint-Empire se débat dans les grandes difficultés nées de la guerre de Trente Ans.
Il passe trois ans-et-demi auprès du maître, se pénétrant de son enseignement et composant, à son instar, des œuvres dans la tradition italienne : canzone, toccate, partite, ricercari, capricci, fantasie. Il revient à Vienne en mars 1641 et exerce jusqu'en 1645, puis retourne à Rome ou il fréquente le savant jésuite allemand Athanasius Kircher — qui édite Fantaisie sur l’hexacorde dans le Musurgia universalis — et probablement Carissimi. Il passe à Florence, à Mantoue.
Il revient à nouveau à Vienne en 1649, mais reprend très vite la route, souvent de façon aventureuse et risquée, cette fois vers les Pays-Bas espagnols (l'actuelle Belgique : l'archiduc Léopold, frère de Ferdinand III en est le gouverneur), Bruxelles, Paris, Londres. Cet artiste, dont le caractère facile et enjoué semble être une des qualités, se lie d'amitié avec le savant hollandais Constantin Huygens, avec les luthistes et les organistes-clavecinistes français : Blancrocher, Dufault, Denis Gaultier, Roberday, Louis Couperin, les Richard, etc. À leur contact, il s'initie à la manière française (le « style brisé ») et à la suite de danses dont la structure est en train de se formaliser. En 1652 — on est en pleine Fronde — un grand concert est donné en septembre aux Jacobins, en son honneur à Paris. Jean Loret en laisse un récit désapprobateur dans la Muze historique.
On le retrouve à Vienne en 1653. C'est à cette même époque qu'au cours d'un passage à Dresde, il participe à une joute musicale avec Matthias Weckmann, qui restera son ami et avec qui il entretiendra une correspondance suivie.
La mort de son protecteur et ami Ferdinand III survient en 1657 : cette mort consterne Froberger qui compose à cette occasion pour le clavecin une remarquable « lamentation » à la mémoire du défunt. Dès 1658, il quitte Vienne et se met au service de la cour de la Principauté de Montbéliard  (alors liée au Duché de Wurtemberg) : la princesse Sybilla est une amie d'enfance, ancienne élève de son père, amie des arts et musicienne avertie. Il devient donc professeur de clavecin de sa protectrice, qui lui porte beaucoup d'estime et d'admiration. Il s'installe au château d'Héricourt, fait d'autres voyages (il parvient à Londres en 1662 dans un état de pauvreté total, s'étant fait voler pendant le voyage… et actionne des soufflets d'orgue pour gagner un peu d'argent,) ; il rencontre Constantin Huygens en 1665 à Mayence. Il meurt subitement à Héricourt, alors dépendant du Duché de Wurtemberg, en 1667 pendant les Vêpres.

## Œuvre

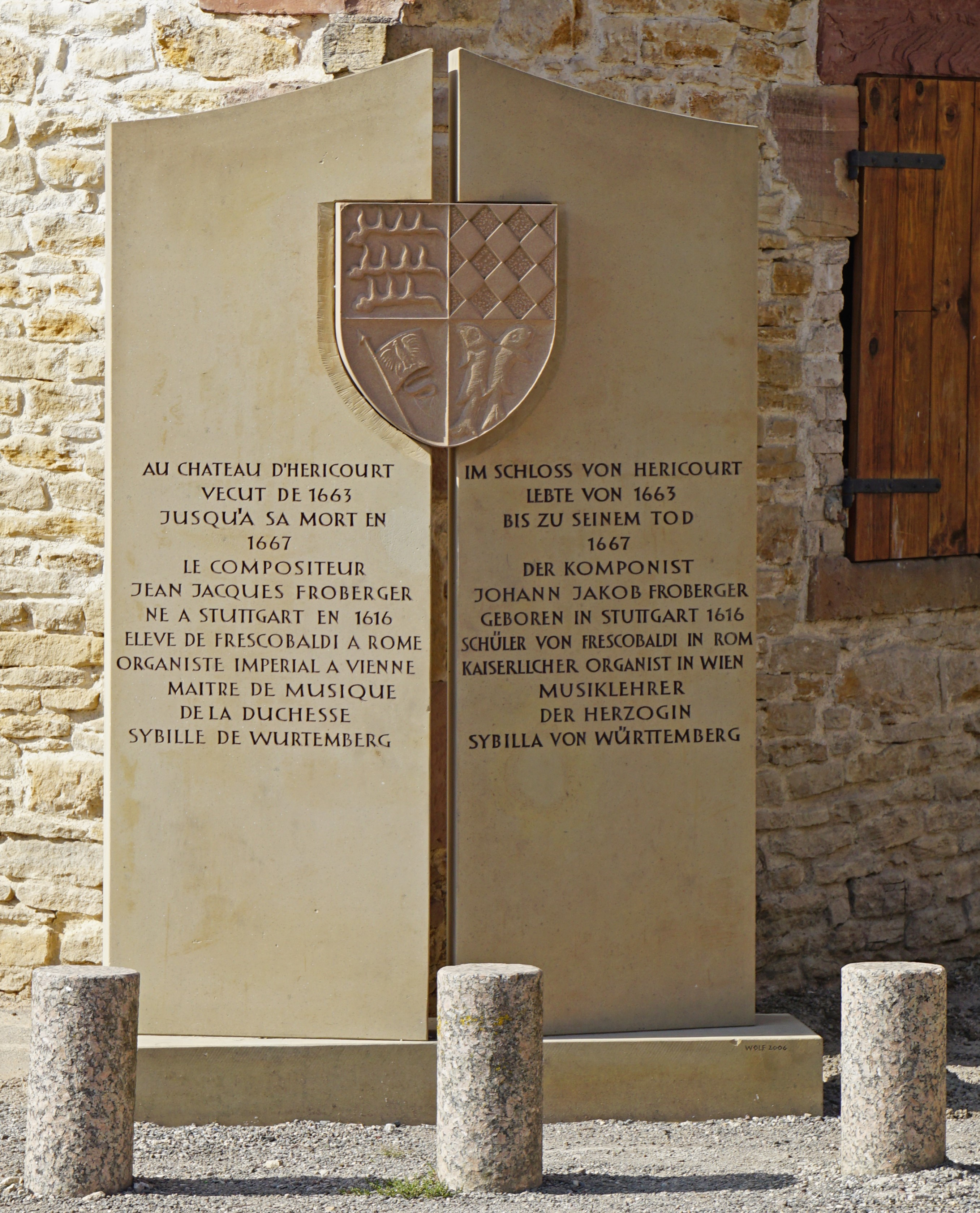
Plaque commémorative devant le château d'Héricourt.

Son œuvre (essentiellement conservée sous forme de manuscrits) est dédiée à l'orgue et surtout au clavecin. Elle comprend de nombreuses pièces de forme italienne dans un style proche de Frescobaldi et plusieurs dizaines de suites de danses dont certaines sont vraisemblablement perdues (il existe à Vienne deux manuscrits superbement décorés, dédiés à l'Empereur et titrés « Libro Secundo 1649 » et « Libro Quarto 1656 » : il y manque, au moins les numéros 1 et 3).
Froberger participe activement à la mise en forme de la suite de danses et à sa diffusion en Allemagne. Alors que les manuscrits (non autographes) de Louis Couperin, mort en 1661 et les deux recueils de Chambonnières imprimés en 1670 rangent les pièces par genre ou sans ordre bien défini, les suites de Froberger sont organisées : d'abord trois danses avec quelques doubles : Allemande, Courante et Sarabande, auxquelles s'ajoute plus tard la Gigue. Cette structure devient la base de la suite classique.
S'il n'est pas le premier musicien européen à voyager : les échanges sont nombreux depuis la Renaissance entre les pays du nord et l'Italie en particulier, Froberger est le musicien le plus cosmopolite de la période baroque naissante : l'Espagne mise à part, il a été en contact avec tous les milieux musicaux de son époque, il en a assimilé les styles et les formes et son œuvre pour les instruments à clavier est une véritable synthèse des traditions italienne, française, anglaise, néerlandaise et germanique, Froberger est également un artiste sensible, qui « invente » la musique à programme : de nombreuses pièces initiales de ses suites évoquent, dans leur titre et dans leur écriture, ses aventures personnelles, ses états d'âme. Jean-Sébastien Bach, entre autres compositeurs, avait pour lui une grande estime.

## Discographie
Intégrales
- Intégrale de l'œuvre pour clavier (orgue et clavecin) par Richard Egarr (1994, 4 × 2CD Globe GLO 6022 à 6025) (OCLC 32854328)
- Intégrale de l'œuvre pour clavecin par Bob van Asperen, 4 volumes de clavecin : Ruckers (1640, Velen/Westphalie), Couchet - Blanchet - Taskin (1671/1757/1778), Labrèche (c.1680, Stuttgart) ; 7 volumes d'orgue : Cipri de San Martino à Bologne (1556), orgue Hermans de l'église Spirito Santo de Pistoia (1664) (2000-2003, SACD Aeolus) (OCLC 717758959 et 827321201)
- Intégrale de l'œuvre pour clavecin et orgue, Simone Stella, clavecin orgue (2016, 16CD Brilliant Classics 94740)

Récitals
- Musique pour clavecin par Lars Ulrik Mortensen, clavecin Thomas Mandrup Poulsen 1984, d'après Ruckers (2-3 janvier 1990, Kontrapunkt 32040) (OCLC 25043011)
- Suites, toccatas et fantaisies pour clavecin par Gustav Leonhardt (15-16 juin 1989, Deutsche Harmonia Mundi) (OCLC 24060839)
- Pièces de clavecin par Blandine Verlet, clavecin Hans Ruckers II 1624 (mars 1989, Astrée/Auvidis) (OCLC 811456325)
- Musique allemande pour clavecin des compositeurs avant Bach (Dietrich Buxtehude, Johann Jacob Froberger) par Jacques Ogg, clavecin Joop Klinkhamer ; d'après Vater, 1738, Zell, 1737, et Harass, avant 1714 (juillet 1990, Globe) (OCLC 24999480)
- Suite de clavecin et Toccatas par Christophe Rousset, clavecin Johannes Couchet (mars 1991, Harmonia Mundi) (OCLC 801112102)
- Pièces pour le clavier par Davitt Moroney, Orgue Dallam de Lanvellec (20-23 mai 1996, Tempéraments/Radio France) (OCLC 39754837)
- Le Manuscrit de Strasbourg par Ludger Rémy, clavecin Martin Skorwoneck, Brême 1992, d'après un modèle franco-flamand (15-19 novembre / 22 décembre 1999, 2CD CPO) (OCLC 45740923)
- Froberger ou l'intranquillité par Blandine Verlet (mai 2000, Astrée/Naïve) (OCLC 811457230)
- Suites pour clavecin par Christophe Rousset (février 2007, Ambroisie) (OCLC 823745901)
- Concert à la cour des Habsbourg, Ensemble Stravaganza, Thomas Soltani (2012, Aparté)
- Suites et Toccatas - Alina Rotaru, clavecin (2012, Carpe Diem) (OCLC 811642731)
- ...Pour passer la mélancolie par Andreas Staier (février 2012, SACD Harmonia Mundi) (OCLC 828020317)